# Highland Beach (Maryland)
Highland Beach – miasto w Stanach Zjednoczonych, w stanie Maryland, w hrabstwie Anne Arundel.